# Michel Boisset
Pour les articles homonymes, voir Boisset.
Michel Boisset, né le 28 septembre 1933 à Thizy (Rhône) et mort le 2 mai 2013 à Paris, est un bibliothécaire français, précurseur de l'informatisation des bibliothèques et partisan de leur travail en réseau.

## Diplôme
- 1967 : diplômé de l'École nationale supérieure des bibliothèques (aujourd'hui École nationale supérieure des sciences de l'information et des bibliothèques).

## Fonctions
- 1968-1971 : Conservateur à la Bibliothèque nationale de France (manuscrits orientaux)
- 1971-1975 : Directeur du Bureau pour l'automatisation des bibliothèques (BAB), à la Direction des bibliothèques et de la lecture publique
- 1975-1982 : Détachement à l'Institut universitaire européen de Florence
- 1982-1986 : Directeur-adjoint à la Bibliothèque de Sciences Po, sous la direction de Jean Meyriat
- 1986-1988 : Directeur des opérations chez Geac (aujourd'hui : Infor Global Solutions)
- 1988-1992 : Administrateur de la Bibliothèque nationale et universitaire (Strasbourg)
- Directeur du Service commun de la documentation de Paris-Dauphine

## Rôle dans l'informatisation des bibliothèques

### Premières expériences
Avec Jean Meyriat, Michel Boisset participe à la conception de GIBUS (Groupe Informatiste des Bibliothèques Universitaires et Spécialisées), un système entièrement automatisé avec un traitement en temps réel, permettant aussi - à partir d'une interface publique - de localiser les ouvrages. Une série de démonstrations est organisée à la fin de 1970. Aucune suite n'est donnée à ce prototype, même si le système de la Bibliothèque publique d'information (BPI) en découle.

En juin 1971, un Bureau pour l'automatisation des bibliothèques (B.A.B.) est créé auprès du Directeur des bibliothèques et de la lecture publique. Michel Boisset en est le directeur.
Les objectifs de ce bureau sont doubles :
- Préparer un plan national pour l'automatisation des bibliothèques. Les axes en sont : participation au réseau bibliographique international, catalogage national centralisé, automatisation des catalogues collectifs nationaux, gestion automatisée des bibliothèques
- Aider les initiatives des établissements déjà engagés dans l'automatisation : automatisation de la Bibliographie de la France (Bibliographie nationale française) à la Bibliothèque nationale, de la BPI, de la bibliothèque universitaire de Grenoble pour le catalogue, de la bibliothèque publique de Massy pour le prêt

Certains programmes sont développés en partenariat avec l'École nationale supérieure des mines de Paris. Le CAPAR, système de catalogue partagé, est issu de ces travaux, tout comme le Centre de traitement informatique des bibliothèques de L'Isle-d'Abeau (Isère), opérationnel en 1976.
En 1975, les bibliothèques universitaires et celles de lecture publique divergent. Le bureau pour l'automatisation des bibliothèques est dissous.

### Conception d'un SIGB à Florence
Michel Boisset est nommé directeur-adjoint (puis directeur) de la bibliothèque de l'institut universitaire européen de Florence.
Là, il est à l'origine du développement d'un des premiers système intégré de gestion de bibliothèque (SIGB), système informatique intégrant les différentes fonctions de gestion d'une bibliothèque (catalogage, prêt, gestion des acquisitions et des périodiques). Conscient que la force des bibliothèques est dans la coopération, il commence aussi à concevoir et promouvoir le projet de Service bibliothécaire national, en collaboration avec d'autres bibliothécaires (Angela Vinay, Corrado Pettenati, Luigi Crocetti, Susanna Peruginelli, Tommaso Giordano). Le projet est validé en 1982. Le but était de mettre sur pied un réseau distribué et non pas centralisé, pouvant en outre fonctionner sur différents matériels et systèmes d'exploitations, afin d'éviter le monopole d'un fournisseur.

### Projet d'implanter en France le logiciel de Florence
Le logiciel de Florence intéresse en France la Direction des bibliothèques, des musées et de l'information scientifique et technique (DBMIST). Elle le juge de conception moderne sur les plans bibliothéconomiques et informatiques ; il est complet, conversationnel, modulaire et évolutif.
Sous le nom de logiciel Médicis, la DBMIST en prévoit une implantation pilote en 1982 à la bibliothèque universitaire du campus scientifique d'Orsay puis progressivement dans différentes bibliothèques universitaires (Bibliothèque de Sciences Po, bibliothèque de La Villette).
Mais les pouvoirs publics cessent ensuite leur soutien logistique au développement de logiciels de bibliothèques et laissent ce marché aux sociétés privées. La bibliothèque de Sciences Po abandonne le projet de mise en production de Medicis.

### Autres expériences
Michel Boisset change de poste pour travailler chez un éditeur de logiciel, la société Geac (Infor Global Solutions) ; comme directeur des opérations, il participe à l'informatisation de la bibliothèque municipale de Lyon.
Entre 1988 et 1992, il est administrateur de la Bibliothèque nationale et universitaire de Strasbourg. Il envisage un réseau local strasbourgeois. Les conditions politiques et financières n'étant pas réunies, il impulse l'informatisation de la BNU, dans un premier temps pour la seule fonction de catalogage (adhésion au système de catalogage partagé d'OCLC - Online Computer Library Center).

## Distinctions
Chevalier de l'Ordre du Mérite de la République italienne.

## Publications
- Roland Beyssac et Michel Boisset, « Une Expérience de bibliothèque automatisée : GIBUS », Bulletin des bibliothèques de France [en ligne], no 5, 1971 [consulté le 4 février 2014]. Disponible sur le Web : <http://bbf.enssib.fr/consulter/bbf-1971-05-0259-001>. ISSN 1292-8399.
- Michel Boisset, « L'automatisation dans les bibliothèques », Bulletin des bibliothèques de France, no 7, 1973 [consulté le 4 février 2014]. Disponible sur le Web : <http://bbf.enssib.fr/consulter/bbf-1973-07-0337-007>. ISSN 1292-8399.
- Michel Boisset, « L'organisation automatisée de la Bibliothèque de l'Institut universitaire européen de Florence », Bulletin des bibliothèques de France, no 5, 1979 [consulté le 4 février 2014]. Disponible sur le Web : <http://bbf.enssib.fr/consulter/bbf-1979-05-0231-002>. ISSN 1292-8399.
- Michel Boisset, « L'automatisation à la Bibliothèque de l'Institut universitaire européen dans la perspective du service bibliothécaire national italien », Bulletin des bibliothèques de France, no 1, 1981 [consulté le 4 février 2014]. Disponible sur le Web : <http://bbf.enssib.fr/consulter/bbf-1981-01-0011-002>. ISSN 1292-8399.